# Pavlos, Prinț Moștenitor al Greciei
Pavlos, Custodele Coroanei  Greci, Prinț al Danemarcei, (greacă Παύλος; născut pe 20 mai 1967) este fiul cel mare al regelui Constantin al II-lea al Greciei, care a fost rege al grecilor din 1964 până la abolirea monarhiei în 1973. Monarhia grecească a fost abolită și înlocuită cu Republica Elenă. Pavlos a fost numit Principe Moștenitor al Greciei și Custodele Coroanei de la nașterea sa, rămânând cu această titulatură pe perioada domniei tatălui său.
Datorită legii salice, Pavlos este membru al Casei de Schleswig-Holstein-Sonderburg-Glücksburg fiind o ramură al Casei de Oldenburg. Deoarece a ajunge la maturitate, el a trăit în New York și Londra, lucrează ca un consultant de investiții.